# Tsukasa Hōjō
Tsukasa Hōjō (jap. 北条 司 Hōjō Tsukasa; ur. 5 marca 1959 w Kitakiusiu, w Japonii) – japoński mangaka, znany przede wszystkim z mang Cat's Eye i City Hunter. Studiował projektowanie techniczne na Uniwersytecie Kyūshū Sangyō.

## Twórczość
- Angel Heart
- Cat's Eye
- City Hunter
- City Hunter – The Secret Service
- F. Compo
- RASH!!
- Sakura no Hana Saku Koro
- Shōnentachi no Ita Natsu ~Melody of Jenny~
- Tenshi no Okurimono
- The Eyes of the Assassin
- Under the Dapple Shade